# Lecane herzigi
Lecane herzigi är en hjuldjursart som beskrevs av Koste, Shiel och Tan 1988. Lecane herzigi ingår i släktet Lecane och familjen Lecanidae. Inga underarter finns listade i Catalogue of Life.